# Kevin Hidalgo
Kevin Bastián Staling Hidalgo Silva (Talcahuano, Chile, 29 de julio de 1995-) es un jugador de fútbol chileno que juega como defensa, y actualmente milita en Lautaro de Buin de la Segunda División Profesional de Chile.

## Clubes
| Club                | País  | Año       |
| ------------------- | ----- | --------- |
| Huachipato          | Chile | 2014-2019 |
| → Ñublense (cedido) | Chile | 2019      |
| Fernández Vial      | Chile | 2020-2021 |
| Deportes Iquique    | Chile | 2021      |
| Lautaro de Buin     | Chile | 2022-Act. |